# Cour d'appel de Mons

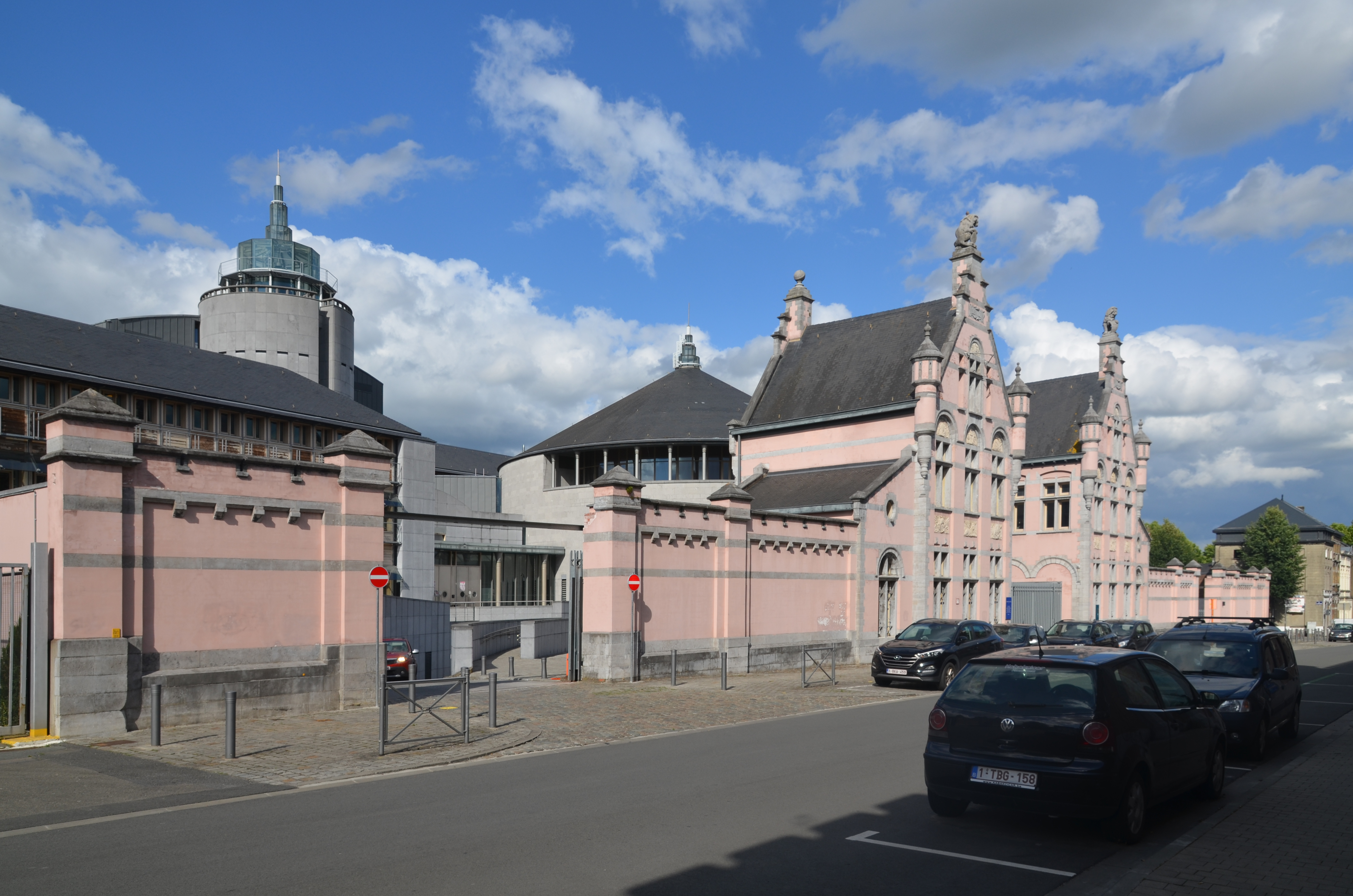
Cours de justice de Mons.

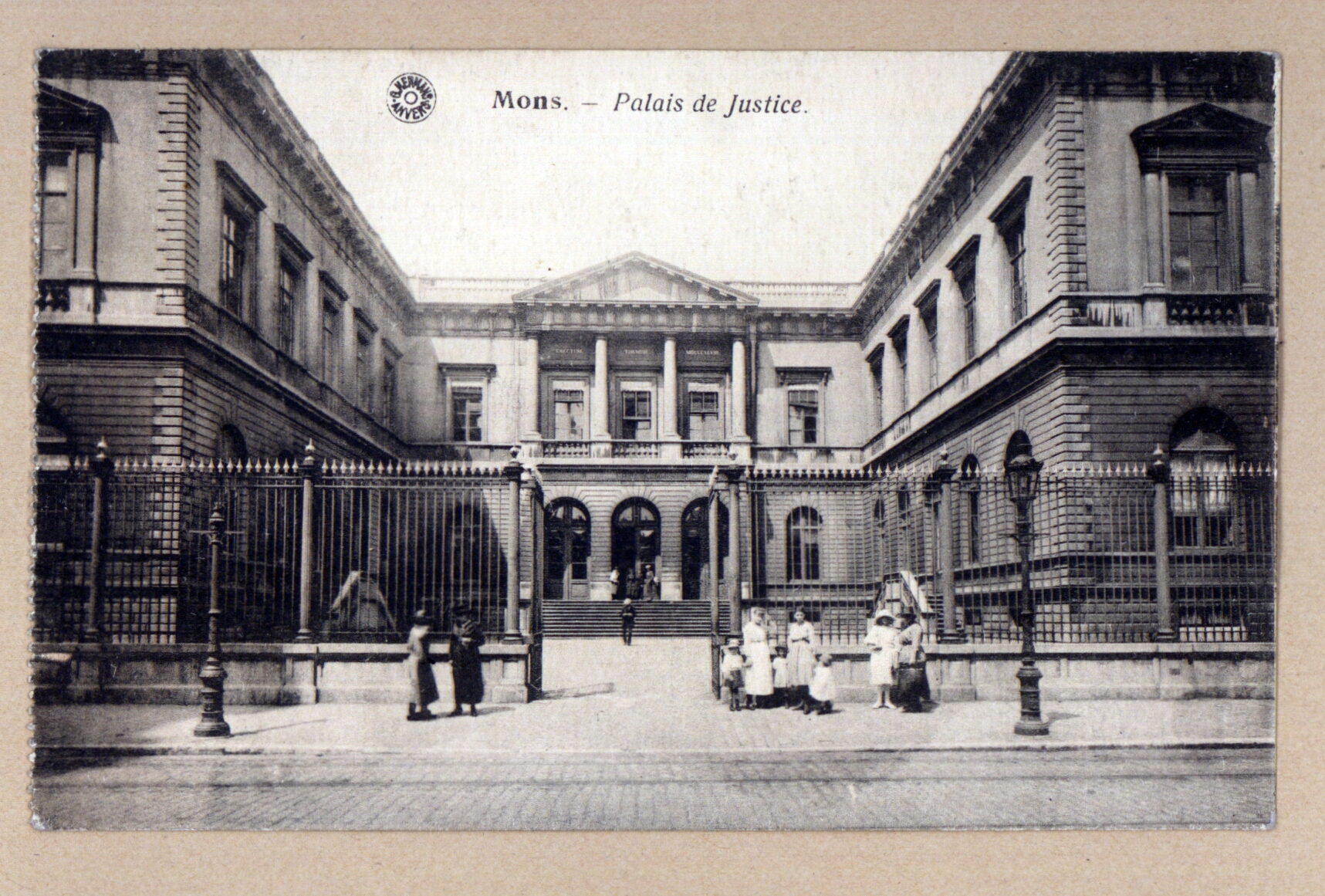
Palais de Justice de Mons qui abrite la Cour d'appel de Mons.

La cour d’appel de Mons est une juridiction du deuxième degré de l'ordre judiciaire belge. Elle est compétente pour rendre des arrêts à la suite d’appels formés contre les juridictions du premier degré du ressort territorial de la province du Hainaut.  
Créée en 1975, elle se situe dans les palais de justice de Mons. Son existence est attestée par l’article 156 de la Constitution, ancien article 104 de ladite Constitution.        

## Localisation
La cour d’appel de Mons se situe au sein des « cours de justice », de la ville de Mons (rue des Droits de l’Homme, au croisement avec la rue des Arbalétriers). Elle ne possède donc pas son propre bâtiment, puisque les cours de justice regroupent également d'autres institutions judiciaires (la cour d’assise, la cour du travail, le tribunal de commerce, etc.). L’objectif d’un tel rassemblement est de permettre d’accéder plus facilement, c’est-à-dire « à pied », aux différentes institutions constituant les Palais de justice de Mons.         

## Contexte historique
La cour d’appel de Mons fut mise en place durant les années 1960-1970.  
Cependant, l’idée d’instauration d’une cour d’appel dans la capitale de la province du Hainaut est plus ancienne : c’est en 1818, lorsque la Belgique faisait encore partie du royaume uni des Pays-Bas, que le sujet fut évoqué par les États provinciaux. Après de multiples démarches et insistances, le Roi prit la demande en considération en 1826 : la mise en place d'une cour d'appel à Mons était bien au programme. Ce projet fut néanmoins mis sur le côté. En effet, les États provinciaux souhaitaient d’abord se consacrer à la construction d’un bâtiment pour pouvoir accueillir les cours et tribunaux de l'arrondissement de Mons (qui donnera ainsi lieu au palais de justice de Mons). En 1830, après la révolution, la Constitution prévoyait la mise en place de cours d’appel en Belgique au sein de son article 104, mais elle n’en attribua aucune à Mons. Plusieurs habitants de l'arrondissement de Mons tentèrent à nouveau des insistances et des démarches dans l'objectif « de pouvoir accéder à une juridiction supérieure dans leur chef-lieu », mais rien de concret ne s’officialisa. 
Ce n'est qu'à partir de 1970 que la Constitution put enfin être modifiée dans l'objectif de consacrer cinq cours d'appel en Belgique. Ledit article prévoyait une cour bilingue à Bruxelles et quatre cours unilingues : deux en région flamande, à Anvers et à Gand, et deux en région wallonne, à Liège et à Mons. Cette modification se concrétisera en 1974 via une loi, et la cour d’appel de Mons fut définitivement inaugurée le 26 janvier 1975.  

## Compétences et organisation de la Cour

### Compétences
La cour d’appel de Mons statue en juridiction d’appel sur les décisions rendues par le tribunal de première instance et par le tribunal de l’entreprise de la province du Hainaut. Ces tribunaux siègent dans les villes de Charleroi, Mons et de Tournai. L'appel est une voie de recours ordinaire. Il est adressé devant la cour d'appel par les parties lésées, à la suite d'une décision prise par un juge de la juridiction du premier degré. Le juge de la cour d’appel analysera tout d'abord si l’appel est fondé. Ensuite, il rejugera l’affaire portée devant lui (sur le fond et sur la forme) en suspendant l’exécution de la décision du juge antérieur. 

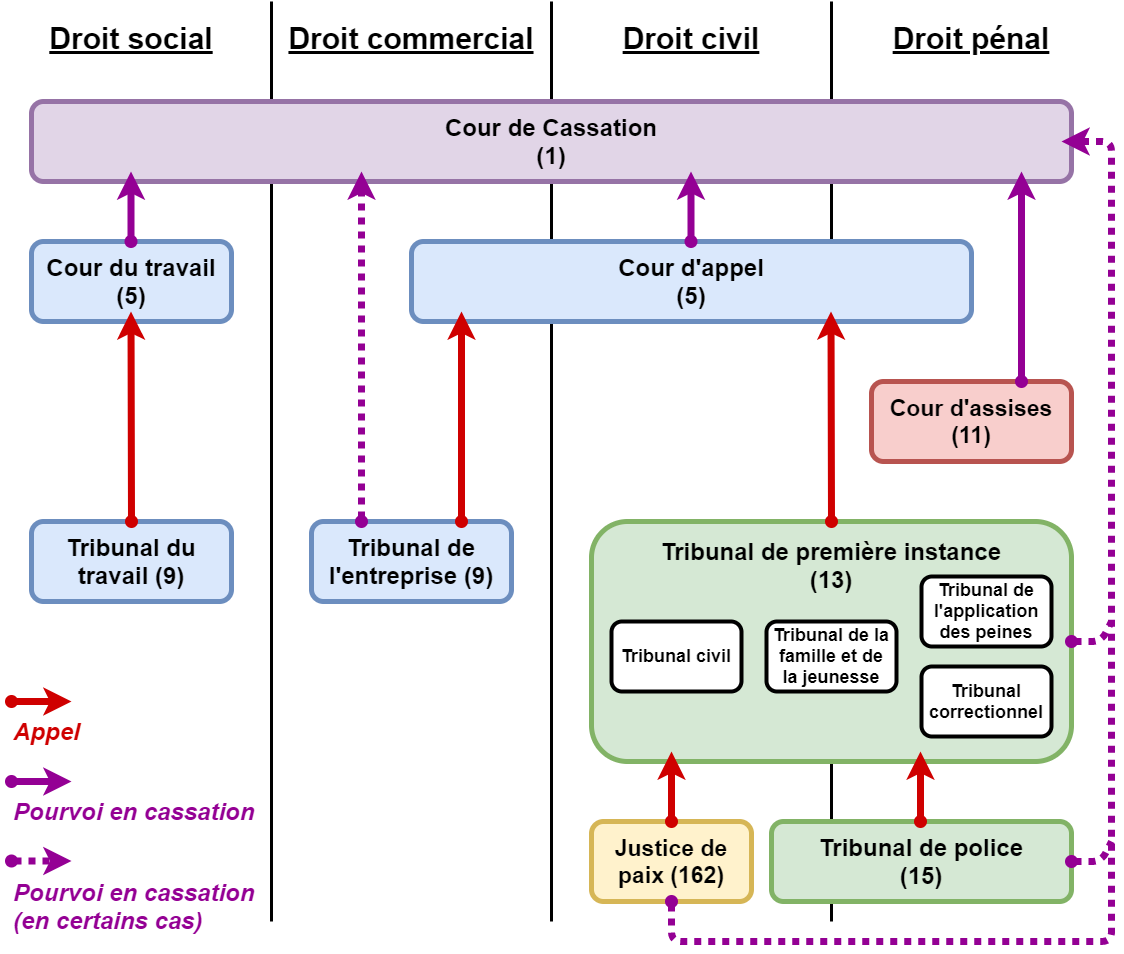

La cour d’appel peut également rejuger les décisions qui lui sont renvoyées par la Cour de cassation après un pourvoi en cassation. De fait, tout individu a le droit de saisir la Cour de cassation après avoir épuisé toutes les voies de recours ; et si le jugement rendu par la cour d’appel ne lui est pas favorable. Dans ce cas-là, si le pourvoi est accepté, la Cour de cassation se prononcera sur la légalité de la décision antérieure (vérification du respect des normes en cause) et non sur le fond de l’affaire. À la suite de ce pourvoi, la décision prise par la première cour d'appel est soit confirmée, soit annulée et rejugée devant une autre cour d’appel. 

### Organisation
La cour d'appel de Mons se divise en 3 sections : une section civile, une section pénale et une section de la famille-jeunesse.  

#### Section civile
Au sein de la section civile, les chambres se prononcent sur les jugements rendus par la section civile des Tribunaux de première instance et par les Tribunaux de l’entreprise de la province du Hainaut qui n’ont pas encore été prononcés en dernier ressort. En 1997, « des chambres supplémentaires » ont été créées afin de répondre à l'accroissement des demandes d'appel. Ces chambres rendent des jugements en matière civile, fiscale et commerciale. Selon le dernier rapport de la cour d'appel de Mons, la section civile est composée de quatre chambres collégiales (à trois juges) et douze chambres à conseiller unique (un seul juge).  

#### Section pénale
Au sein de la section pénale, les chambres se prononcent de manière collégiale sur les jugements rendus en premier ressort par les Tribunaux correctionnels. Cette section est divisée en trois chambres qui règlent des matières différentes :
- Une chambre de mise en accusation qui statue sur les jugements rendus par la chambre du conseil en matière de détentions préventives et en matière d’instruction[11] .
- Deux chambres correctionnelles réglant les appels des Tribunaux correctionnels concernant les infractions aux lois.

#### Section de la famille et de la jeunesse
Au sein de la section de la famille et de la jeunesse - appelée « section jeunesse » jusqu’en 2014 -, les chambres se prononcent sur les jugements rendus en premier ressort par les Tribunaux de la famille et de la jeunesse. Les chambres de ces sections connaissent des litiges en matières familiale et de la jeunesse (séparation, infractions des mineurs, …). Depuis 2015, le rapport de fonctionnement de la cour d’appel de Mons précise que cette section regroupe six chambres : 
- Une chambre collégiale
- Une chambre d’introduction spécialisée en droit familiale
- Une chambre des règlements amiables
- Deux chambres à conseiller unique
- Une chambre de la jeunesse[10].

## Composition
La cour d'appel de Mons rassemble 30 magistrats professionnels. Elle se compose de manière générale de la même façon que les quatre autres Cours d'appel belges : elle est constituée d'un siège (la magistrature assise), de représentants du parquet (la magistrature debout) et d'un greffe.

### Siège (magistrature assise)
Le siège (la magistrature assise) rassemble :
- Le premier président, magistrat ayant le grade le plus élevé, dont le rôle est de veiller à la bonne gestion et à l'organisation de la Cour.
- Sept présidents de chambre.
- Les conseillers, qui peuvent siéger à trois au sein d'une chambre collégiale, ou seuls au sein d'une chambre à conseiller unique.
- Le juge de la famille et de la jeunesse.

Il faut également noter la présence de conseillers suppléants. Ils sont actuellement 23 à la cour d’appel de Mons. Ce sont des professionnels du droit, bénévoles, qui ont pour rôle de remplacer les magistrats de la Cour lorsqu’ils sont absents ; ou de donner une aide supplémentaire diverse lorsque le premier président le demande.
La magistrature assise se fait également aider par des référendaires. Leur objectif est d'assister les magistrats du siège dans leur travail. Ils ne sont cependant pas considérés comme étant des magistrats. 

### Représentants du parquet (magistrature debout)
Le parquet, ou ministère public, (la magistrature debout) est représenté par le procureur général du Roi. Il s’agit du magistrat occupant la fonction la plus élevée au sein du ministère public. Il est aidé par des avocats généraux et par le substitut du procureur général (magistrat du parquet à la cour d’appel).

### Greffe
Le greffe est dirigé par un greffier en chef, assisté par des greffiers chefs-de service et des greffiers. Leur rôle est d'aider les juges, les magistrats.